# Uachdar
Uachdar, schottisch-gälisch: An t-Uachdar, ist eine kleine, ländliche Streusiedlung auf der schottischen Hebrideninsel Benbecula.

## Beschreibung
Die Ortschaft liegt nahe der Nordküste Benbeculas zwischen Gramsdale im Osten und Balivanich, dem Hauptort der Insel, im Westen. Direkt westlich befindet sich der Benbecula Airport. Mit dem Ruaval und dem Stiaraval liegen die beiden höchsten Erhebungen der Insel etwa drei Kilometer südöstlich. Entlang der Westflanke Uachdars erstreckt sich der Loch Dùn Mhurchaidh. Die bei Gramsdale von der A865 abzweigende B892 erschließt Uachdar.

## Geschichte
Auf einer kleinen Inseln im Loch an Duin an der Ostflanke Uachdars befinden sich die Reste eines Duns, der über einen Damm mit dem Seeufer verbunden war. An der Küste nahe Uachdar wurde ein Piktischer Symbolstein aus grauem Granit aufgefunden. Historisch handelte es sich bei Uachdar um eine Croftersiedlung. Auf dem Kartenblatt der Ordnance Survey aus dem Jahre 1880 sind in der Ortschaft 50 bedachte, zwei teilweise bedachte und 13 unbedachte Häuser verzeichnet. Das Kartenblatt aus dem Jahre 1972 zeigt 21 bedachte, zwei teilweise bedachte und 16 unbedachte Gebäude vermerkt. Zu diesen zählt das im späten 19. oder frühen 20. Jahrhundert errichtete Cottage Taigh Violet Rose, das einzige denkmalgeschützte Bauwerk der Ortschaft.